# Mgbolizhia
El mgbolizhia és una variant dialectal de la llengua izi-ezaa-ikwo-mgbo que es parla al sud-est de Nigèria, a la LGA d'Ohaukwu, a l'estat d'Ebonyi i a la LGA d'Ado, a l'estat de Benue. Els mgbos són els membres del grup ètnic que parlen la llengua mgbolizhia. El mgbolizhia és molt semblant a l'igbo i és considerada una llengua igbo.
El mgbolizhia és una llengua desenvolupada (5); està estandarditzada i gaudeix d'un ús vigorós per persones de totes les edats. S'ensenya en l'educació primària i té una gramàtica. El 2002 s'hi va traduir la Bíblia. S'escriu en alfabet llatí. El 98% dels 164.000 mgbos són cristians; d'aquests, el 75% són catòlics i el 25% pertanyen a esglésies cristianes independents. El 2% dels mgbos restants creuen en religions tradicionals africanes.